# Sandra Knight
Sandra Knight (* 2. September 1939 in Philadelphia, Pennsylvania) ist eine US-amerikanische Schauspielerin im Ruhestand.

## Leben und Karriere

### Film
Sandra Knight spielte während der 1950er und 1960er Jahren meist in Low-Budget-Filmen wie Frankensteins Tochter (1958), wo sie die Titelrolle verkörperte, Der Massenmörder von London (1962) neben Vincent Price, und The Terror – Schloß des Schreckens (1963), an der Seite von Boris Karloff und Jack Nicholson, ihrem damaligen Ehemann, in dem sie einen bösen Geist spielte. Ihr berühmtester Film ist das Action-Epos Kilometerstein 375 (1958), in dem sie neben Robert Mitchum auftrat.

### Fernsehen
Knight trat im Laufe ihrer Karriere in zahlreichen Fernsehserie als Gastdarstellerin auf, unter anderem in State Trooper (1958), New Orleans, Bourbon Street (1960), Goodyear Theatre (1960), The Man From Blackhawk (1960), Tate (1960), The Rebel (1960–1961), Surfside 6 (1962) und I’m Dickens, He’s Fenster (1962).

### Privatleben
Knight verbrachte ihre Kindheit in Kalifornien.
Im Jahr 1962 heiratete sie ihren Schauspielkollegen Jack Nicholson, den sie in Martin Landaus Schauspielklasse kennengelernt hatte und mit dem sie in The Terror – Schloß des Schreckens zusammengearbeitet hatte. Trauzeuge bei ihrer Hochzeit war Harry Dean Stanton und Trauzeugin war Millie Perkins. 1963 gebar sie die gemeinsame Tochter Jennifer, zog sich 1966 aus der Schauspielgeschäft vorerst zurück und ließ sich 1968 von Nicholson scheiden. 1982 heiratete Knight den spirituellen Lehrer und Künstler John Arthur Stephenson.
In den 1960er Jahren begann sie Hobbymalerin zu werden. Unter dem Titel Self Portraits of a Previous Image: Sandra Knight by Sandra Stephenson veröffentlichte sie 15 Ölgemälde im Einzelhandelsgeschäft ihrer Tochter Jennifer, Pearl, in Santa Monica, Kalifornien. Die Gemälde basieren auf ihren Charakteren in verschiedenen Kultklassikern.

## Filmografie
- 1958: State Trooper (Fernsehserie, 1 Folge)
- 1958: Kilometerstein 375
- 1958: Frankensteins Tochter
- 1959: Wells Fargo (Fernsehserie, 1 Folge)
- 1959: One Step Beyond (Fernsehserie, 1 Folge)
- 1960: New Orleans, Bourbon Street (Fernsehserie, 1 Folge)
- 1960: Goodyear Theatre (Fernsehserie, 1 Folge)
- 1960: The Man From Blackhawk (Fernsehserie, 1 Folge)
- 1960: Tate (Fernsehserie, 1 Folge)
- 1960–1961: The Rebel (Fernsehserie, 2 Folgen)
- 1960–1961: Am Fuß der blauen Berge (Fernsehserie, 2 Folgen)
- 1961: Wagon Train (Fernsehserie, 1 Folge)
- 1962: Surfside 6 (Fernsehserie, 1 Folge)
- 1962: The Tall Man (Fernsehserie, 1 Folge)
- 1962: Die Geächteten vom Rio Grande
- 1962: Der Massenmörder von London
- 1962: I’m Dickens, He’s Fenster (Fernsehserie, 1 Folge)
- 1963: The Terror – Schloß des Schreckens
- 1966: Blood Bath
- 1990: The Haunting of Morella
- 1994: Im Labyrinth der Leidenschaft